# Rocroi
Rocroi és un municipi francès situat al departament de les Ardenes i a la regió del Gran Est. L'any 2007 tenia 2.376 habitants.

## Demografia

### Població
El 2007 la població de fet de Rocroi era de 2.376 persones. Hi havia 975 famílies de les quals 353 eren unipersonals (151 homes vivint sols i 202 dones vivint soles), 277 parelles sense fills, 254 parelles amb fills i 91 famílies monoparentals amb fills.
La població ha evolucionat segons el següent gràfic:
Habitants censats

### Habitatges
El 2007 hi havia 1.132 habitatges, 1.018 eren l'habitatge principal de la família, 29 eren segones residències i 85 estaven desocupats. 881 eren cases i 250 eren apartaments. Dels 1.018 habitatges principals, 614 estaven ocupats pels seus propietaris, 383 estaven llogats i ocupats pels llogaters i 21 estaven cedits a títol gratuït; 12 tenien una cambra, 47 en tenien dues, 158 en tenien tres, 308 en tenien quatre i 493 en tenien cinc o més. 587 habitatges disposaven pel capbaix d'una plaça de pàrquing. A 499 habitatges hi havia un automòbil i a 324 n'hi havia dos o més.

### Piràmide de població
La piràmide de població per edats i sexe el 2009 era:
| Homes | Edats   | Dones |
| ----- | ------- | ----- |
| 0     | 95 o +  | 4     |
| 4     | 90 a 94 | 12    |
| 8     | 85 a 89 | 32    |
| 12    | 80 a 84 | 24    |
| 64    | 75 a 79 | 68    |
| 64    | 70 a 74 | 72    |
| 72    | 65 a 69 | 64    |
| 24    | 60 a 64 | 64    |
| 56    | 55 a 59 | 24    |
| 64    | 50 a 54 | 84    |
| 96    | 45 a 49 | 88    |
| 92    | 40 a 44 | 112   |
| 84    | 35 a 39 | 60    |
| 100   | 30 a 34 | 104   |
| 92    | 25 a 29 | 76    |
| 68    | 20 a 24 | 40    |
| 72    | 15 a 19 | 84    |
| 88    | 10 a 14 | 88    |
| 72    | 5 a 9   | 68    |
| 56    | 0 a 4   | 56    |

## Economia
El 2007 la població en edat de treballar era de 1.539 persones, 1.072 eren actives i 467 eren inactives. De les 1.072 persones actives 906 estaven ocupades (520 homes i 386 dones) i 166 estaven aturades (81 homes i 85 dones). De les 467 persones inactives 141 estaven jubilades, 117 estaven estudiant i 209 estaven classificades com a «altres inactius».

### Ingressos
El 2009 a Rocroi hi havia 1.032 unitats fiscals que integraven 2.358 persones, la mediana anual d'ingressos fiscals per persona era de 14.693 €.

### Activitats econòmiques
Dels 102 establiments que hi havia el 2007, 3 eren d'empreses extractives, 2 d'empreses alimentàries, 5 d'empreses de fabricació d'altres productes industrials, 18 d'empreses de construcció, 22 d'empreses de comerç i reparació d'automòbils, 2 d'empreses de transport, 10 d'empreses d'hostatgeria i restauració, 7 d'empreses financeres, 5 d'empreses immobiliàries, 11 d'empreses de serveis, 10 d'entitats de l'administració pública i 7 d'empreses classificades com a «altres activitats de serveis».
Dels 33 establiments de servei als particulars que hi havia el 2009, 1 era una oficina d'administració d'Hisenda pública, 1 gendarmeria, 1 oficina de correu, 2 oficines bancàries, 1 taller de reparació d'automòbils i de material agrícola, 3 paletes, 4 guixaires pintors, 4 fusteries, 2 lampisteries, 1 electricista, 4 perruqueries, 4 veterinaris, 4 restaurants i 1 agència immobiliària.
Dels 14 establiments comercials que hi havia el 2009, 2 eren supermercats, 2 botiges de menys de 120 m², 1 una botiga de menys de 120 m², 2 carnisseries, 1 una peixateria, 2 botigues de roba, 1 una sabateria, 1 una botiga de material de revestiment de parets i terra i 2 floristeries.
L'any 2000 a Rocroi hi havia 29 explotacions agrícoles que ocupaven un total de 1.080 hectàrees.

## Equipaments sanitaris i escolars
El 2009 hi havia 1 farmàcia i 1 ambulància.
El 2009 hi havia 2 escoles elementals. Rocroi disposava d'un col·legi d'educació secundària amb 228 alumnes.

## Poblacions més properes
El següent diagrama mostra les poblacions més properes.